# Fußball-Weltmeisterschaft der Frauen 2011/Deutschland

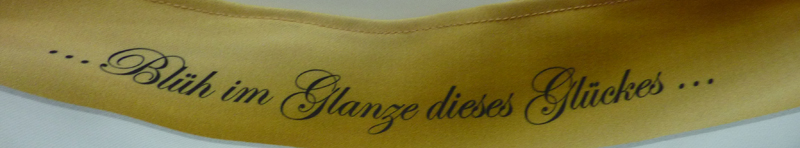
Die Zeile Blüh im Glanze dieses Glückes aus der deutschen Nationalhymne ziert den Kragen des Trikots der deutschen Mannschaft

Dieser Artikel behandelt die deutsche Nationalmannschaft bei der Fußball-Weltmeisterschaft der Frauen 2011 in Deutschland. Deutschland ist Titelverteidiger und erstmals Gastgeber der Frauen-WM. Neben der Titelverteidigung war ein Ziel die Qualifikation als eine der zwei besten europäischen Mannschaften für die Olympischen Sommerspiele 2012 in London. Beides konnte nicht erreicht werden, da die deutsche Mannschaft bereits im Viertelfinale gegen den späteren Weltmeister Japan ausschied.

## Qualifikation
Am 30. Oktober 2007 vergab der Weltverband FIFA die Weltmeisterschaft an Deutschland. Daher war die deutsche Mannschaft als Gastgeber automatisch für die Endrunde qualifiziert.

## Kader
Am 17. März 2011 gab die Bundestrainerin Silvia Neid den 26-köpfigen Kader für die Vorbereitung bekannt. Dem Kader gehörten 15 Spielerinnen an, die im Jahre 2007 das Turnier in der Volksrepublik China gewinnen konnten. Der FCR 2001 Duisburg und der 1. FFC Frankfurt waren mit jeweils sieben, der 1. FFC Turbine Potsdam mit fünf Spielerinnen vertreten. Der endgültige Kader von 21 Spielerinnen musste bis zum 10. Juni 2011 der FIFA gemeldet werden. Nach dem verletzungsbedingten Ausfall von Dzsenifer Marozsán wurde Conny Pohlers am 1. Mai 2011 in das erweiterte Aufgebot für die WM 2011 berufen. Den finalen Kader gab Silvia Neid am 27. Mai bekannt. Gestrichen wurden Anja Mittag, Josephine Henning, Sonja Fuss, die Bundesliga-Torschützenkönigin Conny Pohlers und Lisa Weiß.
Mit bisher 22 WM-Spielen und 14 WM-Toren ist die deutsche Kapitänin Birgit Prinz die Spielerin mit den bisher meisten WM-Spielen und -Toren aller Teilnehmer. Mit ihrer fünften Teilnahme stellt sie den Rekord von Kristine Lilly ein, die bisher als einzige Spielerin bei allen fünf WM-Turnieren zum Einsatz kam. Aber selbst beim Erreichen des Finales kann Prinz Lillys Rekord von 30 WM-Spielen nicht erreichen. Einzige Spielerin ohne Einsatz in der A-Nationalmannschaft ist die Torhüterin Almuth Schult, die 2010 mit der U-20-Mannschaft Weltmeister wurde, der auch Bianca Schmidt, Kim Kulig und Alexandra Popp angehörten. Die Spielerinnen haben eine Durchschnittsgröße von 1,73 m. Kein Kader hat eine größere Durchschnittsgröße. Martina Müller ist mit 1,61 m die kleinste und Kerstin Garefrekes sowie die dritte Torhüterin Almuth Schult sind mit 1,80 m die größten Spielerinnen.
| Nummer                        | Name                   | Geburtsdatum | Verein bei Turnierbeginn | Einsätze | Tore | WM-Spiele                        | WM 2011 | WM 2011 | WM 2011      | WM 2011          | WM 2011     | WM 2011 |
|                               |                        |              |                          |          |      |                                  | Sp.     | Tore    | Gelbe Karten | Gelb-Rote Karten | Rote Karten |         |
| Tor                           | Tor                    | Tor          | Tor                      | Tor      | Tor  | Tor                              | Tor     | Tor     | Tor          | Tor              | Tor         | Tor     |
| ----------------------------- | ---------------------- | ------------ | ------------------------ | -------- | ---- | -------------------------------- | ------- | ------- | ------------ | ---------------- | ----------- | ------- |
| 1                             | Nadine Angerer         | 10.11.1978   | 1. FFC Frankfurt         | 102      | –    | 06 (2007)                        | 4       | 0       | 0            | 0                | 0           |         |
| 12                            | Ursula Holl            | 26.06.1982   | FCR 2001 Duisburg        | 5        | –    | 00 (2007)                        | 0       | 0       | 0            | 0                | 0           |         |
| 21                            | Almuth Schult          | 09.02.1991   | Magdeburger FFC          | –        | –    |                                  | 0       | 0       | 0            | 0                | 0           |         |
| Abwehr                        |                        |              |                          |          |      |                                  |         |         |              |                  |             |         |
| 3                             | Saskia Bartusiak       | 09.09.1982   | 1. FFC Frankfurt         | 45       | –    | 01 (2007)                        | 3       | 0       | 0            | 0                | 0           |         |
| 10                            | Linda Bresonik         | 07.12.1983   | FCR 2001 Duisburg        | 68       | 5    | 08 (2003, 2007)                  | 3       | 0       | 0            | 0                | 0           |         |
| 15                            | Verena Faißt           | 22.05.1989   | VfL Wolfsburg            | 3        | –    |                                  | 0       | 0       | 0            | 0                | 0           |         |
| 20                            | Lena Goeßling          | 08.03.1986   | SC 07 Bad Neuenahr       | 25       | –    |                                  | 2       | 0       | 1            | 0                | 0           |         |
| 5                             | Annike Krahn           | 01.07.1985   | FCR 2001 Duisburg        | 70       | 4    | 05 (2007)                        | 4       | 0       | 1            | 0                | 0           |         |
| 4                             | Babett Peter           | 12.05.1988   | 1. FFC Turbine Potsdam   | 55       | 1    | 00 (2007)                        | 4       | 0       | 1            | 0                | 0           |         |
| 2                             | Bianca Schmidt         | 23.01.1990   | 1. FFC Turbine Potsdam   | 17       | –    |                                  | 2       | 0       | 0            | 0                | 0           |         |
| Mittelfeld                    |                        |              |                          |          |      |                                  |         |         |              |                  |             |         |
| 19                            | Fatmire Bajramaj       | 01.04.1988   | 1. FFC Turbine Potsdam   | 50       | 8    | 04 (2007)                        | 3       | 0       | 1            | 0                | 0           |         |
| 7                             | Melanie Behringer      | 18.11.1985   | 1. FFC Frankfurt         | 68       | 17   | 06 (2007)                        | 3       | 0       | 0            | 0                | 0           |         |
| 18                            | Kerstin Garefrekes     | 04.09.1979   | 1. FFC Frankfurt         | 130      | 43   | 12 (2003, 2007)                  | 4       | 2       | 0            | 0                | 0           |         |
| 17                            | Ariane Hingst          | 25.07.1979   | 1. FFC Frankfurt         | 174      | 10   | 16 (1999, 2003, 2007)            | 1       | 0       | 0            | 0                | 0           |         |
| 14                            | Kim Kulig              | 09.04.1990   | Hamburger SV             | 27       | 6    |                                  | 3       | 0       | 1            | 0                | 0           |         |
| 6                             | Simone Laudehr         | 12.07.1986   | FCR 2001 Duisburg        | 45       | 10   | 05 (2007)                        | 4       | 1       | 1            | 0                | 0           |         |
| 13                            | Célia Okoyino da Mbabi | 27.06.1988   | SC 07 Bad Neuenahr       | 59       | 12   |                                  | 4       | 2       | 0            | 0                | 0           |         |
| Angriff                       |                        |              |                          |          |      |                                  |         |         |              |                  |             |         |
| 8                             | Inka Grings            | 31.10.1978   | FCR 2001 Duisburg        | 94       | 64   | 04 (1999)                        | 4       | 2       | 0            | 0                | 0           |         |
| 16                            | Martina Müller         | 18.04.1980   | VfL Wolfsburg            | 93       | 30   | 07 (2003, 2007)                  | 0       | 0       | 0            | 0                | 0           |         |
| 11                            | Alexandra Popp         | 06.04.1991   | FCR 2001 Duisburg        | 16       | 9    |                                  | 4       | 0       | 0            | 0                | 0           |         |
| 9                             | Birgit Prinz           | 25.10.1977   | 1. FFC Frankfurt         | 214      | 128  | 22 (1995, 1999, 2003, 2007)      | 2       | 0       | 0            | 0                | 0           |         |
| Trainerstab                   |                        |              |                          |          |      |                                  |         |         |              |                  |             |         |
| Trainerin                     | Silvia Neid            | 02.05.1964   | Deutscher Fußball-Bund   | 111 88   | 48   | 7 (1991, 1995) 6 (2003) 6 (2007) | 4       | 0       | 0            | 0                | 0           |         |
| Co-Trainerin                  | Ulrike Ballweg         | 17.09.1965   | Deutscher Fußball-Bund   | 88       |      | 6 (2007)                         | 4       | 0       | 0            | 0                | 0           |         |
| Torwarttrainer                | Michael Fuchs          | 04.01.1970   | Deutscher Fußball-Bund   |          |      | 6 (2007)                         | 4       | 0       | 0            | 0                | 0           |         |
| Anmerkungen:1. 2. 3. 4. 5. 6. |                        |              |                          |          |      |                                  |         |         |              |                  |             |         |

## Vorbereitung
Für die Vorbereitung auf das Turnier setzte die Bundestrainerin sieben Lehrgänge an. Darüber hinaus trug die deutsche Mannschaft vier Freundschaftsspiele aus, die alle ohne Gegentor gewonnen wurden.
| Datum         | Ort                    | Gegner      | Ergebnis  | Torschützen                                                                    |
| ------------- | ---------------------- | ----------- | --------- | ------------------------------------------------------------------------------ |
| 21. Mai 2011  | Ingolstadt             | Nordkorea   | 2:0 (0:0) | Kim Kulig (FE), Célia Okoyino da Mbabi                                         |
| 3. Juni 2011  | Osnabrück              | Italien     | 5:0 (1:0) | Kim Kulig, Célia Okoyino da Mbabi, Alexandra Popp (2), Roberta D’Adda (ET)     |
| 7. Juni 2011  | Aachen                 | Niederlande | 5:0 (2:0) | Célia Okoyino da Mbabi, Simone Laudehr, Alexandra Popp, Kim Kulig, Inka Grings |
| 16. Juni 2011 | Mainz, Bruchwegstadion | Norwegen    | 3:0 (0:0) | Simone Laudehr, Alexandra Popp (2)                                             |

## Gruppenphase
In Gruppe A traf Deutschland im Eröffnungsspiel auf den letztjährigen CONCACAF Women’s Gold Cup Sieger Kanada. Nach 10 Minuten ging Deutschland durch ein Tor von Kerstin Garefrekes in Führung, in der 42. Minute erhöhte Célia Okoyino da Mbabi auf 2:0 als die kanadische Abwehr auf Abseits spielte. In der 2. Halbzeit konnten die deutschen Spielerinnen mehrere gute Möglichkeiten nicht verwerten. In der 82. Minute verwandelte Christine Sinclair einen Freistoß zum 2:1-Endstand und traf damit als erste Spielerin in einem WM-Spiel gegen Nadine Angerer, die zuvor in 621 Minuten kein Gegentor kassierte. Es war der 10. Sieg im 10. Spiel gegen Kanada.
Im zweiten Spiel traf Deutschland auf Afrikameister Nigeria. Die Nigerianerinnen bemühten sich durch bewusst körperbetontes Spiel, das von der südkoreanischen Schiedsrichterin Cha Sung-Mi zum Unmut des Publikums weitgehend toleriert wurde, den deutschen Spielerinnen den Schneid abzukaufen. Das harte Einsteigen führte dazu, dass Melanie Behringer bereits in der 31. Minute verletzt ausgewechselt wurde. Die Strategie Nigerias führte zu einem zerfahrenen Spiel mit wenigen Torchancen auf beiden Seiten. Erst in der 54. Minute gelang es Simone Laudehr nach einem Freistoß die Verwirrung in der nigerianischen Abwehr zu nutzen und den 1:0-Siegtreffer zu erzielen. Denn obwohl Nigeria sich danach um den Ausgleich bemühte, gelang ihnen doch kein Tor. Nadine Angerer wurde in ihrem 100. Länderspiel nur durch Angriffe im Fünfmeterraum gefährdet. Es war der siebte Sieg im siebten Spiel gegen Nigeria. Deutschland erreichte mit diesem Sieg das Viertelfinale, der Afrikameister war vorzeitig ausgeschieden. Für Rekordnationalspielerin und Kapitänin Birgit Prinz war es das 214. und letzte Länderspiel.
Da auch Frankreich bereits für das Viertelfinale qualifiziert war, ging es im letzten Spiel nur noch um den Gruppensieg. Hierfür musste das letzte Gruppenspiel gewonnen werden, denn da Frankreich die bessere Tordifferenz besaß, hätte den Französinnen ein Unentschieden zum Gruppensieg gereicht. Gegen Frankreich gab es zuvor in neun Spielen sieben Siege und zwei Niederlagen (jeweils 0:1). Das letzte Aufeinandertreffen in der EM-Vorrunde 2009, bei dem auf französischer Seite nahezu die gleiche Mannschaft wie im letzten WM-Spiel gegen Kanada spielte, gewann Deutschland mit 5:1.
Zu diesem ersten Länderspiel der deutschen Frauen in Mönchengladbach hatte Silvia Neid die Startaufstellung auf vier Positionen geändert. Für die kurz vor dem Spiel an einer Magen-Darm-Grippe erkrankte Linda Bresonik spielte Bianca Schmidt auf der rechten Abwehrseite. Im Mittelfeld wurde die mit einer gelben Karte belastete Kim Kulig durch Lena Goeßling ersetzt. Fatmire Bajramaj stand erstmals in der Startaufstellung für die im Spiel gegen Nigeria verletzte Melanie Behringer und Inka Grings spielte für Rekordnationalspielerin und Kapitänin Birgit Prinz. Spielführerin war Kerstin Garefrekes, der in der 25. Minute das erste Tor nach einem von Babett Peter in den Strafraum geschlagenen Freistoß gelang. Sieben Minuten später erhöhte Inka Grings nach Vorarbeit von Laudehr auf 2:0. Die Französinnen machten zwar ansonsten die Räume eng, so dass sich das Geschehen hauptsächlich im Mittelfeld abspielte, sie selber kamen aber nicht zu Torchancen. Zur zweiten Halbzeit wurde Ariane Hingst für die ebenfalls gelb-belastete Simone Laudehr eingewechselt. Die Französinnen spielten nun engagierter nach vorne, ohne zunächst zu Chancen zu kommen. Nach einer Ecke fiel dann aber überraschend in der 56. Minute der 1:2-Anschlusstreffer für Frankreich. Die deutsche Mannschaft übernahm daraufhin wieder etwas mehr die Initiative; in der 68. Minute drang Grings von rechts in den französischen Strafraum ein und passte auf die in aussichtsreicher Position stehende Bajramaj. Bajramaj wurde aber beim Versuch ins Tor zu treffen von der französischen Torhüterin zu Fall gebracht, was die finnische Schiedsrichterin Kirsi Heikkinen als Notbremse wertete. Die Torhüterin sah daher als erste Spielerin bei der WM die Rote Karte und den Strafstoß verwandelte Grings zum 3:1. Den dezimierten Französinnen gelang aber vier Minuten später wieder nach einer Ecke der erneute Anschlusstreffer und anschließend drängten sie auf den Ausgleich. In der 89. Minute gelang dann aber Célia Okoyino da Mbabi der Treffer zum 4:2-Endstand. Mit diesem Sieg qualifizierte sich Deutschland für das Viertelfinale und war damit in 15 WM-Spielen in Folge ungeschlagen. Für die deutsche Mannschaft war es im 349. Spiel der erste 4:2-Sieg.
| Rang | Land        | Tore | Punkte |
| ---- | ----------- | ---- | ------ |
| 1    | Deutschland | 7:3  | 9      |
| 2    | Frankreich  | 7:4  | 6      |
| 3    | Nigeria     | 1:2  | 2      |
| 4    | Kanada      | 1:7  | 0      |

| Sonntag, 26. Juni 2011, 18:00 Uhr in Berlin          |   |             |           |
| Deutschland                                          | – | Kanada      | 2:1 (2:0) |
| Donnerstag, 30. Juni 2011, 20:45 Uhr in Frankfurt    |   |             |           |
| Deutschland                                          | – | Nigeria     | 1:0 (0:0) |
| Dienstag, 5. Juli 2011, 20:45 Uhr in Mönchengladbach |   |             |           |
| Frankreich                                           | – | Deutschland | 2:4 (0:2) |

## Viertelfinale
Als Gruppensieger verlor Deutschland im Viertelfinale am 9. Juli in Wolfsburg gegen Japan, den Gruppenzweiten der Gruppe B, 0:1 n. V. (0:0). Der Dritte der Fußball-Asienmeisterschaft der Frauen 2010 hatte in seinem letzten Gruppenspiel mit 0:2 gegen England verloren. Deutschland spielte zuvor achtmal gegen Japan, sieben Spiele gewann Deutschland, nur das letzte vor der WM am 29. Juli 2009 endete torlos, aber schon im Spiel um Platz 3 bei den Olympischen Spielen in Peking wurde die Verlängerung benötigt, um mit 2:0 zu gewinnen.
Die Deutsche Mannschaft begann wieder mit den im Spiel gegen Frankreich fehlenden Spielerinnen Kim Kulig, Linda Bresonik und Melanie Behringer. Kim Kulig musste aber bereits in der 8. Minute nach einer Ecke mit Verdacht auf Kreuzbandriss ausgewechselt werden, der sich am folgenden Tag bestätigte. Linda Bresonik rückte für sie ins Mittelfeld. Die eingewechselte Bianca Schmidt übernahm die rechte Seite. Deutschland drängte Japan immer wieder in die eigene Hälfte und erspielte sich eine Vielzahl von Tormöglichkeiten, scheiterte aber immer wieder an der eigenen Ungenauigkeit und an der starken japanischen Torhüterin Ayumi Kaihori oder wurde durch Fouls gestoppt (Die Japanerinnen erhielten insgesamt 4 Gelbe Karten, in den drei Vorrundenspielen hatten sie keine einzige Karte erhalten). Wie im Spiel um Platz 3 in Peking mussten beide Mannschaften in die Verlängerung. In dieser ging Japan überraschend in der 108. Minute durch Karina Maruyama nach einem Pass von Homare Sawa mit 1:0 in Führung. Deutschland warf nun alles nach vorne. Im Minutentakt flogen die Bälle in den japanischen Strafraum, erreichten aber keine der deutschen Angreiferinnen in günstiger Schussposition.
Damit endete die Rekordserie von 15 WM-Spielen ohne Niederlage, erstmals seit 1999 scheiterte Deutschland wieder im Viertelfinale und da sich neben Frankreich auch Schweden für das Halbfinale qualifizieren konnte, misslang auch die Olympiaqualifikation. Nach dem Spiel beendete neben Birgit Prinz auch Kerstin Garefrekes ihre Nationalmannschaftskarriere.

## Auszeichnungen
Saskia Bartusiak und Kerstin Garefrekes wurden in das All-Star-Team gewählt.